# Lorus Bishop Pratt
Lorus Bishop Pratt, né le 27 novembre 1855 à Tooele et mort le 29 décembre 1923 à Salt Lake City, est un peintre américain. Il fait partie, avec John B. Fairbanks (1855–1940), Edwin Evans (1860-1946) et John Hafen (1856–1910), des artistes envoyés étudier, en 1890, à Paris par l'Église de Jésus-Christ des saints des derniers jours (LDS Church), groupe surnommé les « Art Missionaries »,,.

## Famille et études
Lorus naît à Salt Lake City, il est le fils d'Adelia Ann Bishop et d'Orson Pratt, l'un des membres du Collège des douze apôtres de la LDS Church. Ses parents sont arrivés sur le Territoire de l'Utah avec les pionniers mormons, en 1847. Pratt étudie les arts à l'université du Deseret. Ses professeurs sont Danquart Anthon Weggeland et George Martin Ottinger. Le 27 novembre 1879, il épouse Harriet West Alzina Wheeler, de cette union va naître onze enfants.

### LaFrench Art Mission
En 1890, les trois jeunes artistes, Pratt, John B. Fairbanks (1855–1940) et John Hafen (1856–1910), parviennent à convaincre les dirigeants de la LDS Church de les envoyer étudier les beaux-arts à Paris. Leur demande est accueillie favorablement. La communauté mormone s'est installée à Salt Lake City, en 1847, et a prospéré grâce à ses pionniers, Brigham Young, Heber Chase Kimball et Wilford Woodruff. La construction du temple de Salt Lake est presque achevée, mais les pères de la LDS Church craignent de ne compter parmi leurs fidèles aucun artiste capable de réaliser les fresques murales qu'ils désirent. Ils acceptent donc d'offrir une bourse d'études de deux ans à Paris, alors capitale mondiale des arts, aux meilleurs jeunes artistes de Salt Lake City. Les trois premiers partent le 23 juin 1890 et Edwin Evans et Herman H. Haag (1871-1895), les rejoignent en 1891. À Paris, c'est une vie studieuse et appliquée qui les voit debout aux aurores pour étudier le français et l'anatomie, puis une longue journée à l'Académie Julian et parfois même des cours du soir. Ils consacrent leur temps libre à voyager en France, dessinant, peignant, visitant musées et galeries. Lorsqu'ils rentrent à Salt Lake City, fin 1892, ils ont acquis les connaissances nécessaires à la réalisation des fresques murales du temple.

## Temples et carrière

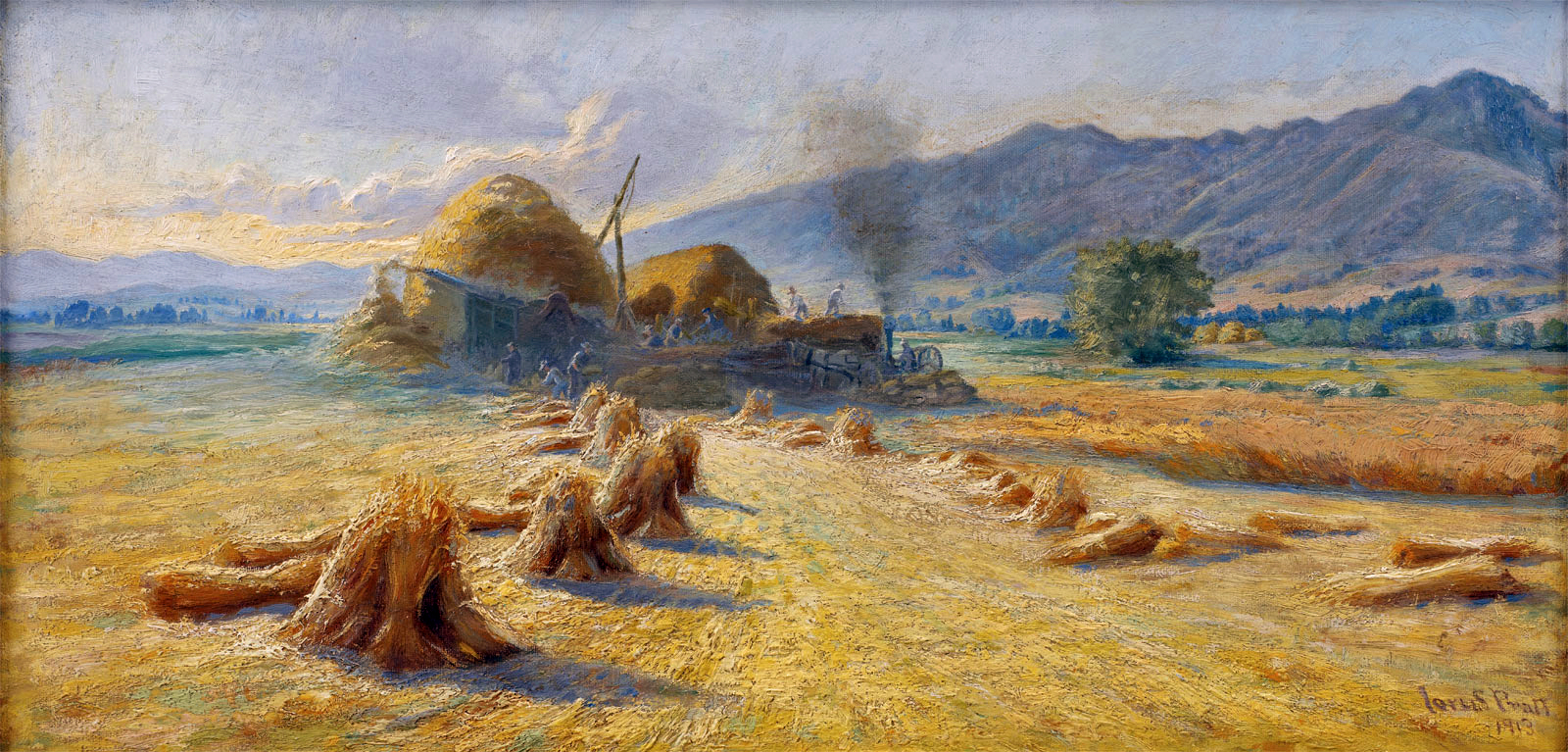
Harvest Time in the Cache Valley (1913).

Pratt et ses camarades « missionnaires de l'art » réalisent les fresques du temple, dont l’inauguration a lieu le 6 avril 1893. Au cours de sa carrière, il travaille également sur les fresques des temples de Saint George, Manti et Logan. Cependant, ce sont ses tableaux représentant les paysages, la vie campagnarde et les travaux des champs qui sont le plus marquants dans les œuvres qu'il a laissées. Son style est empreint de celui de son maître parisien Albert Rigolot. Malheureusement, à son époque, la vente de ses toiles et les cours qu'il donne, parviennent à grand peine à faire vivre sa famille. Il meurt, économiquement pauvre, mais riche de son expérience artistique, le 29 décembre 1923 à Salt Lake city.